# Zemstvo
Zemstvo (rus: земство AFI [ˈzʲɛmstvə] plural zemstva rus: земства) va ser una forma de govern local instituït durant les grans reformes liberals realitzades en l'Imperi Rus pel tsar Alexandre II de Rússia. La idea d'aquest sistema va ser desenvolupada per Nikolai Miliutin. Les primeres lleis sobre els zemstvos es van promulgar en 1864. Després de la Revolució d'Octubre de 1917 el sistema de zemstvos va ser abolit i substituït pel de soviets sobre consells obrers provincials.
El sistema d'autogovern de l'Imperi rus estava format en el seu nivell més baix per l'obsxina i els vólosts, i en un nivell immediatament superior per les 34 gubèrnies de la vella Rússia, els districtes electorals i les assemblees provincials.
Aquests organismes, un per a cada districte i un altre per a cada província o governació, van ser creats per Alexandre II en 1864. Consistien en un consell representatiu ( zémskoie sobrànie) i una junta executiva (zémskaia uprava) nomenada pel consell. La junta es trobava conformada per cinc classes de membres:
- Grans terratinents (propietaris de 590 acres o més), els quals participaven presencialment.
- Delegats dels petits terratinents, incloent clergues en tant que propietaris.
- Representants de la classe acomodada.
- Representants de les classes urbanes menys benestants.
- Representants dels camperols, triats pels vólosts.

Als nobles se'ls va concedir més pes en els vots per al zemstvo, evidenciat pel fet que el 74% dels membres del zemstvo eren nobles, mentre que només representaven l'1,3% de la població. Fins i tot així, el zemstvo va permetre a la major part de la població manifestar la forma en què ells volien viure una petita part de les seves vides.
Les regles de les eleccions de govern al zemstvo es van prendre com a model per a la llei electoral de 1906 i són prou indicatives per l'atenció que se li presta a aquesta posteriorment. El zemstvo va donar originalment molts poders en relació amb la incidència dels impostos i qüestions com ara l'educació, atenció mèdica, benestar públic, subministrament de menjar i manteniment de carreteres en les seves localitats. Es van trobar amb l'oposició dels radicals, com el Partit Social-Revolucionari, la intelligentsia i els nihilistes que volien més reformes. Aquests poders van ser, però, severament restringits per l'emperador Alexandre III (llei del 12/25 de juny de 1890), en la qual el zemstvo va ser absolutament subordinat als governadors, el consentiment dels quals era necessari per a la validació de totes les seves decisions i que van rebre poders dràstics de disciplina sobre els membres. No va ser fins a 1905 quan el zemstvo va recuperar, almenys de facto, algunes de les seves iniciatives independents.